# Prefectura del pretorio de Italia
La prefectura del pretorio de Italia (en latín: Praefectura praetorio Italiae, en su forma completa Praefectura praetorio Italiae, Illyrici et Africae) fue una de las cuatro prefecturas en las que fue dividido el Imperio romano. Estaba conformada por la península itálica, los Balcanes occidentales, las provincias del Danubio y partes del norte de África. Su existencia, en parte, sobrevivió al colapso del Imperio romano de Occidente, y pasó a manos del Imperio romano de Oriente. El centro de poder de la prefectura se trasladó de Roma a Milán y, finalmente, a Rávena.

## Estructura e historia
La prefectura fue creada en algún momento previo a la muerte de Constantino el Grande en 337, y se dividió en diócesis. Inicialmente se trataba de la diócesis de África, la diócesis de Italia, la diócesis de Panonia, la diócesis de Dacia y la diócesis de Macedonia (las dos últimas estuvieron unidas hasta c. 327 en la diócesis de Mesia). Con el tiempo la diócesis de Italia se dividió en dos: la diócesis de Italia Suburbicaria (Italia suburbicaria: «Italia bajo la Ciudad», también conocida como «La diócesis de la Ciudad de Roma») y la diócesis de Italia Anonaria (Italia Annonaria: «Italia proveedora»).
Hacia el 347, se estableció la prefectura del pretorio de Iliria, que comprendió las diócesis de Panonia, Dacia y Macedonia. La nueva prefectura fue abolida en 361 por Juliano II y restablecida en 375 por Graciano. Su territorio fue disputado entre las dos mitades del Imperio, hasta la partición final en 395, cuando la diócesis de Panonia se separó de Iliria y se unió al Imperio Occidental y a la prefectura de Italia como la diócesis de Iliria.
A pesar del fin del Imperio de Occidente en el año 476, los sucesivos virreinatos de Odoacro y Teodorico el Grande continuaron utilizando la maquinaria administrativa romana, además de ser súbditos nominales del emperador de oriente en Constantinopla. Así, la prefectura sobrevivió y regresó a manos de los romanos después de la Guerra gótica (535-554) de Justiniano. 
Sin embargo, con la invasión lombarda en 568, el dominio romano se redujo a territorios fragmentados y aislados, y la prefectura dio lugar al Exarcado de Rávena, establecido por el emperador Mauricio.

## Lista de prefectos conocidos
Imperio romano
- Constancio (22 agosto de 326–24 junio de 327)[nota 1]
- Emiliano (9 mayo de 328)
- Ablabio (329)
- Junius Bassus (330–20 octubre de 331)
- L. Papinus Pacatianus (12 abril de 332–verano de 337)
- Antonius Marcelinus (29 abril de 340–primavera de 341)
- Aconius Catullinus Philomatius (24 de junio de 341)
- M. Maecius Memmius Furius Baburius Caecilianus Placidus (342–28 mayo de 344)
- Vulcacius Rufinus (1ª vez, 344–12 junio de 347)
- Ulpius Limenius (12 junio de 347–8 abril de 349)
- Hermogenes (19 mayo de 349–27 febrero de 350)
- Anicetus (350)
- Maecilius Hilarianus (14 marzo de 354)
- Tauro (6 abril 355–29 agosto de 361)
- Claudio Mamertino (22 febrero 362–26 abril de 365)
- Vulcacius Rufinus (2ª vez, 21 junio de 365–enero de 368)
- Sexto Claudio Petronio Probo (1ª vez, 12 marzo de 368–22 noviembre de 375)
- Claudio Antonio (30 noviembre de 377–18 agosto de 380)
- Décimo Magno Ausonio y D. Hilarianus Hesperius (378 / 379)
- D. Hilarianus Hesperius (–14 mayo de 380)
- Siagrio (18 de junio de 380–primavera de 382)
- Afranio Siagrio (5 de julio–30 de agosto 382)
- Hipacio (9 de diciembre de 382–28 de mayo de 383)
- Sexto Claudio Petronio Probo (2ª vez, 19 de ago.–26 de oct. de 383)
- Nonius Atticus Maximus (13 de marzo de 384)
- Vetio Agorio Pretextato (21 de mayo–9  de sept. de 384)
- Neoterius (1 de febrero–26 de julio de 385)
- Principius (31 de agosto–11 de dic. de 385)
- Eusignio (23 de enero de 386–19 de mayo de 387)
- Trifolius (14 de junio de 388–19 de junio de 389)
- Felix Iuniorinus Polemius (16 de enero–22 de junio de 390)
- Virio Nicómaco Flaviano (18 de agosto de 390–5 sept. de 394)[nota 2]

Imperio romano de Occidente
- Nummius Aemilianus Dexter (18 de marzo–1 de nov. de 395)
- Eusebius (19 de diciembre de 395–23 de diciembre de 396)
- Mallius Theodorus (enero de 397–20 de enero de 399)
- Valerius Messala Avienus (16 de febrero de 399–27 de nov. de 400)
- Hadrianus (1ª vez, 27 de febrero de 401–5 de octubre de 405)
- Macrobio Longiniano (1ª vez, 11 de enero–24 de marzo de 406) (?)
- Curtius (7 de abril de 407–3 de febrero de 408)
- Macrobio Longiniano (2ª vez, 13 de agosto de 408)
- Mallius Theodorus (13 de sept. de 408–15 enero de 409)
- Ceciliano (21 de enero–1 de febrero de 409)
- Jovio (1 de abril–26 de junio de 409)
- Liberio (26 de noviembre de 409)
- Faustino (6 de enero–15 de agosto de 410)
- Melitius (16 de nov. de 410–19 de marzo de 412)
- Ioannes (6 de junio de 412–12 de junio de 413)
- Seleucus (1ª vez, África, 30 de enero–6 de marzo de 412)
- Ioannes (1ª vez, 412-413)
- Hadrianus (2ª vez, 3 de ago. 413–3 de marzo de 414)
- Seleucus (2ª vez, 3 de abril de 414–11 de diciembre 415)
- Junio Cuarto Paladio (7 de enero de 416–28 de julio de 421)
- Ioannes (2ª vez, 11 de julio de 422)
- Avitus Marinianus (3 de nov. de 422)
- Venantius (19 de marzo de 423)
- Procolius (18 de mayo de 423)
- Hilarianus (bajo Teodosio I o Teodosio II)
- Anicius Auchenius Bassus (1ª vez, 6 de marzo–8 de abril de 426)
- Rufius Antonius Agrypnius Volusianus (26 de febrero de 428–11 de junio de 429)
- Teodosio (15 de febrero de 430)
- Nicomachus Flavianus (29 de abril de 431–24 de marzo de 432)
- Petronio Máximo (1ª vez, 433) (?)
- Anicius Auchenius Bassus (2ª vez, 3 de agosto de 435)
- Anicius Acilius Glabrio Faustus (1ª vez, octubre de 437–25 dic. de 438)
- Petronio Máximo (2ª vez, 28 ago. de 439–20 feb. de 441)
- Anicius Acilius Glabrio Faustus (2ª vez, 13 de agosto de 442)
- Paterius (27 septiembre de 442)
- Quadratianus (25 mayo de 443)
- Albinus (17 de agosto de 443–abril de 449)
- Firminus (17 de junio de 449–29 de junio de 452)
- Boethius (454)
- Storacius (28 de oct. de 454)
- Caecina Decius Basilius (1ª vez,10 de marzo–6 de nov. de 458)
- Caelius Aconius Probianus (461 / 463)
- Caecina Decius Basilius (2ª vez, 20 de feb. de 463–25 de sept. de 465)
- Lupercianus (20 de febrero–19 marzo de 468 )
- Publius Rufinus Valerius (467 / 472) (?)
- Felix Himelco (11 de marzo–29 de abril de 473)

### Dominio germano
Reino de Odoacro
- Pelagius (c. 477)
- Caecina Decius Maximus Basilius (483)
- Caecina Mavortius Basilius Decius (c. 485)
- Manlio Boecio (480 / 486)

Reino ostrogodo de Italia
- Petrus Marcellinus Felix Liberius (c. 493-500)
- Teodorus (500)
- Faustus Albinus (500 / 503) (?)
- Olybrius (503)
- Cassiodorus (503 / 507)
- Ancius Probus Fausus (509-512)
- Faustus (521 / 522 o 529)
- Venantius Opilio (pre 524)
- Ioannes (pre 527)
- Abundantius (526-527)
- Rufius Magnus Faustus Avienus (527-528)
- Casiodoro (1 sept. 533–1 sept. 537)
- Fidelis (537-538)
- Reparatus (538-539)

### Imperio romano de Oriente
- Athanasius (539-540) (?)
- Maximinus (542)
- Antiochus (552-554)
- Marianus Michaelius Gabrielius Petrus Iohannes Narses Aurelianus Limenius Stefanus Aurelianus (554 / 568)
- Longinus (558-574/5)

Durante el Exarcado
- Maurilio
- Georgius (febrero 591-abril 593)
- Gregorius (junio 595)
- Constantius (oct. 596) (?)
- Ioannes (sept./octubre 598)
- Ioannes, depuesto por el papa Gregorio Magno en marzo del año 600.[5]